# انتفاضة يوحنان الفيسوني (750)
انتفاضة يوحنان الفيسوني (750) هي انتفاضة عملها يوحنان بن دادي من فاس بعد أن بدأ المسلمين في ذبح المسيحيين واضطهادهم.

## الخلفية
حوالي عام 750 ميلادي، قرب ميافارقين (بالقرب من دياربكر)، ثار العرب ضد الحكومة المركزية (التي كان يحكمها مسلم)، وامتد النزاع ليبدأوا في اضطهاد الآشوريين في محيط ميافارقين، مما دفع رجلًا واحدًا، آشوريا، إلى حمل السلاح والدفاع عن أرضه.

## الانتفاضة
السنة ألف واثنان وستون (من العصر السلوقي): ثار عرب ميافارقين على منطقتهم وبدأوا بإلحاق ضرر كبير بسكان الجبل والسهل. فقد سار قرة بن ثابت ضد منطقة قولاب، وأسر زعماءها، وقتل سبعة منهم.
عندما حدث هذا وأصبحت المذبحة معروفة، كفّ الحلفاء (لقولاب) في منطقة فاس (فيسون) أنفسهم لئلا يصيبهم ضرر أكبر من الذي أصاب حلفاءهم. ومع ذلك، قام رجل يُدعى يوحنان بن دادي (يوحنان بار دادي)، وهو من نفس قرية فاس، بجمع جميع سكان منطقة فاس، وقال لهم:
اليوم تعلمون أنه لا يوجد ملك ينتقم لدمائنا من هؤلاء القوم. وإذا تجاهلناهم، فسيتجمعون ضدنا ليقتلعونا من الأرض مع كل ما نملك!
 فاستجاب له السكان بسرعة، وتبعوه، وجعلوه زعيمًا لهم. كما أخذهم إلى مقام مقدس، وأقسموا أمام الأسرار المقدسة.
وأخذ فرقته، وعيّن عليها قادة عسكريين، ضباطًا على الألف، وضباطًا على المئة، وعلى الخمسين، وعلى العشرة؛ كما وضع حراسًا عند جميع الممرات المؤدية إلى الجبل.
كان هدف يوحنان بار دادي هو حماية شعبه من كلٍّ من الحاكم المسلم والعرب الذين ثاروا ضد الحاكم، لأن الآشوريين انتهى بهم الأمر لاحقًا عالقين بين الجانبين.
اتفق الطرفان العربي والمسيحي على أن الحاكم الذي كان يقيم في قلعة قولاب لمدة سنتين، يجب أن ينزل من القلعة. لكنه لم يوافق، فثاروا عليه.
أراد العرب إنزاله من هناك خشية أن يثور إلى جانب أهل الجبل، كما أراد الآشوريون أيضًا إنزاله خشية أن يغدر بهم، اما هو، الحاكم (المسلم)، فقاوم كلا الطرفين، وقام بتحصين موقفه داخل القلعة نفسها.كما جمع الحاكم أناسًا ونصّب نفسه زعيمًا عليهم. ثم قاد الفرقة بأكملها ونزل ليأسر القرويين ويصعد بهم إلى القلعة. 
فهاجم بشكل مفاجئ (القرى) إيلول وباشباشات، حيث ارتكب هو وجيشه هجمات، مقيّدين جميع السكان، ونهبوا كل ممتلكاتهم.
ولكن بينما كانوا يتعرضون لهذه الهجوم، أرسل القرويون سرًا رسالة إلى يوحنان: 
أسرع إلينا لئلا يُساق بنا إلى السبي!

عندما علم يوحنان بضيق حلفائه، اضطرب، وقاد جيشه على عجل، منحدرًا نحوهم. وكان الليل لا يزال قائمًا حين طوّقوا القرية التي كانت فيها الفرقة. فأرسل رسالة إلى الفرقة: 
اخرجوا من القرية واذهبوا بسلام!
 لكن الحاكم لم يقتنع، وقاد فرقته المسلحة، متوجهًا للقتال ضدهم. لكن يوحنان استطاع أن يهزم الحاكم، فقتله مع فرقته. وسبّب هزيمته أمام جيش يوحنان، فمات. في نفس الجبل، كان هناك أحد الزعماء يُدعى ستيفن بن بولس؛ كان من سكان الجبال، رجلًا، قام بنقض القسم الذي أقسمه أمام الأسرار المقدسة ليوحنان، وكان يخونه باستمرار، إذ كان متوافق الفكر مع العرب.
أرسل رسالة إلى الجيش العربي، واتفق معهم على أن يُحضِروا يوحنان غدرا ويسلّموه إليه، وهذا ما فعله حسب خطته. وبينما كان جيش ستيفن يتوقع قدوم يوحنان ليفعلوا به ما أرادوا، أرسل يوحنان سرًا جيشًا ضدهم، فطوّقهم من كل الجهات.رُموا بالرماح، ولم ينجُ أحد منهم. ولم يكن ستيفن ولا قائدهم العسكري قد عَلِم بالأمر بعد. وعندما علموا بما حدث لجيشهم، امتطوا خيولهم السريعة وحاولوا الفرار. لكنهم لم يستطيعوا، لأن الناس طاردوهم بسرعة، ولحقوا بقائدهم العسكري، وذبحوه هو ورجاله بالسيف، فماتوا. من هذه النقطة فصاعدًا، تفاقم الصراع بشكل خطير بين سكان الجبل (الآشوريين) والعرب، إذ كانوا يقتلون بعضهم بعضًا يوميًا دون توقف.
استولى سكان الجبل على جميع الممرات؛ ولم يُرَ عربي واحد في كل الجبل. لكن شوكة أخرى ظهرت لأهل الجبل من الآشوريين أنفسهم، رجل آشوري يُدعى غريغور. خرج ضدهم بجيش، وقاتل سكان ضفاف نهر "هاري"، فقتل كثيرين، وأسر آخرين. قُطعت أطرافهم، قُطعت آذانهم، وبُترت أنوفهم، وفقئت عيونهم.
ومع ذلك، كفّ جميع سكان جبل ساهيا (القاحل) عن القتال، وتحالفوا مع يوحنان.